# Callimus testaceus
Callimus testaceus là một loài bọ cánh cứng trong họ Cerambycidae.